# Alfredo il grande

Portada del libreto de Alfredo il Grande, Nápoles 1823.

Alfredo il grande (Alfredo el Grande) es una ópera en dos actos de Gaetano Donizetti. Andrea Leone Tottola escribió el libreto en italiano, que podría haber tenido su origen en la ópera de 1818 de Johann Simon Mayr del mismo nombre. La obra cuenta la historia del rey anglosajón Alfredo el Grande.
Esta opera fue la primera incursión de Donizettti en la historia británica, resultando ser un enorme fracaso. El estreno fue el 2 de julio de 1823 en el Teatro San Carlo de Nápoles, siendo así mismo la única representación. 

## Personajes
| Personaje                            | Tesitura     | Intérprete del estreno 2 de julio de 1823 |
| ------------------------------------ | ------------ | ----------------------------------------- |
| Alfredo, rey de Inglaterra           | tenor        | Andrea Nozzari                            |
| Amalia, esposa de Alfredo            | soprano      | Elisabetta Ferron                         |
| Eduardo, general del ejército inglés | bajo         | Giovanni Botticelli                       |
| Atkins, general del ejército danés   | bajo         | Michele Benedetti                         |
| Enrichetta, una campesina inglesa    | mezzosoprano | Teresa Cecconi                            |
| Margherita, otra campesina           | soprano      | Gaetana Gorini                            |
| Rivers, un danés                     | tenor        | Gaetano Chizzola                          |
| Guglielmo, un pastor                 | tenor        | Antonio Orlandini                         |

## Sinopsis
La obra tiene lugar en la Isla de Athelny en Somerset.

## Grabaciones seleccionadas
- Young Donizetti contiene Non é di morte il fulmine cantada por Bruce Ford. Opera Rara
- Donizetti Divas contiene Che potrei dirti, o caro? cantada por Della Jones. Opera Rara (también en Della Jones Sings Donizetti.  Opera Rara )